# Войцех Вайс

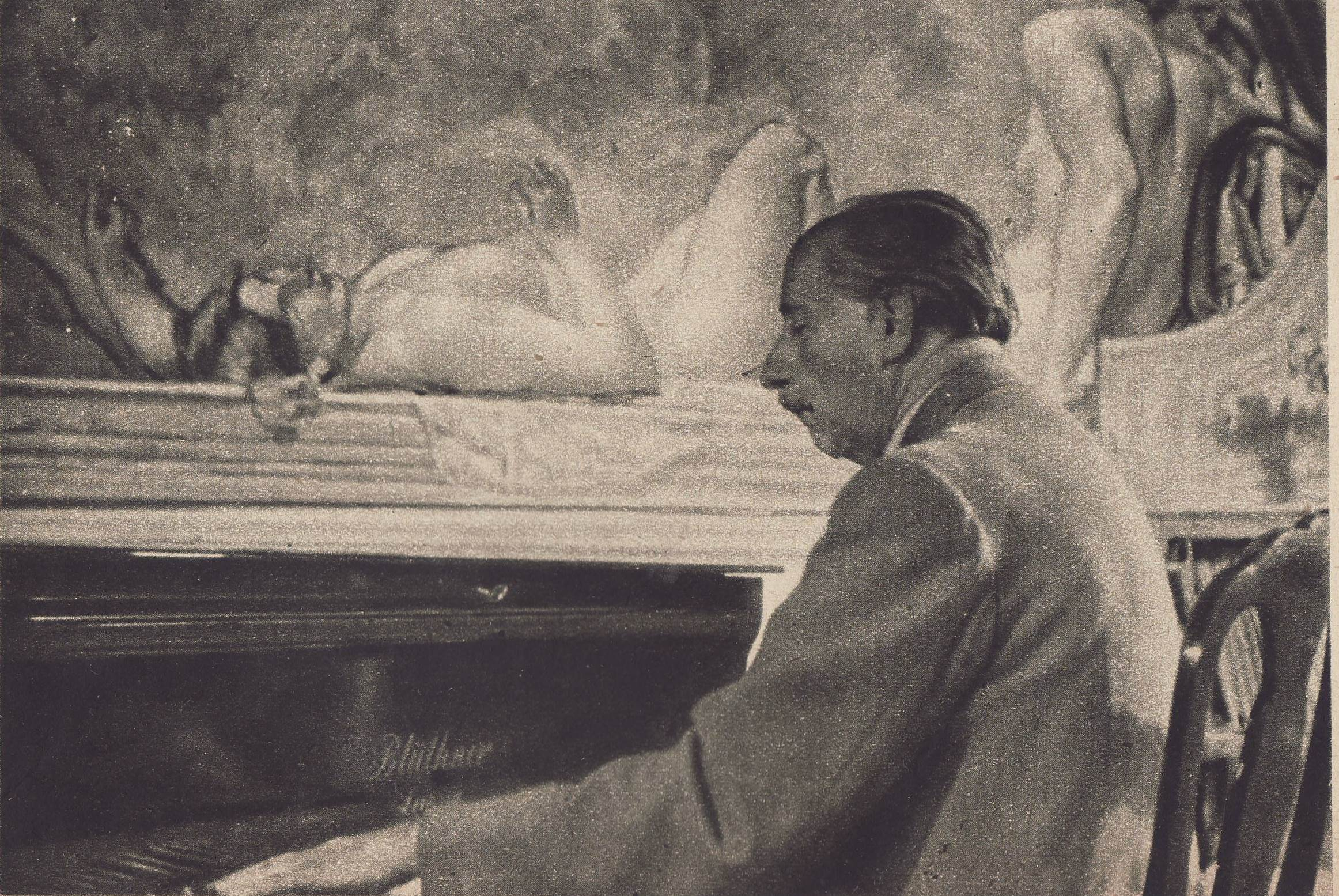
Войцех Вайс

Войцех Вайс (пол. Wojciech Weiss; 4 травня 1875, Леорда — 7 грудня 1950, Краків) — польський художник.

## Біографія
Навчався в Школі образотворчих мистецтв у Кракові, згодом у Парижі, Римі та Флоренції. З 1907 року — професор і ректор Академії образотворчих мистецтв у Кракові. Малював серед іншого краєвиди околиць Стрижіва, Плашува та Кальварії Зебжидовської (місцевість, де жив), портрети, ню. На його живопис вплинули твори Мунка і Мальчевського, а також, особливо в молодості, під впливом філософських поглядів Станіслава Пшибишевського. Він був художником, якого за життя цінували, визнавали, виставлявся в Польщі та за кордоном.
Його пристрастю була фотографія. Сімейна колекція включає сотні фотографій початку XX століття.
Похований у родинній гробниці на парафіяльному цвинтарі в Зебжидовіце.

## Вибрані твори
- «Одіссей під землею в Аїді» (1895, полотно, олія, 66×96 см, Літературний музей імені Адама Міцкевича у Варшаві).
- «Студент» (1897, полотно, олія, 96×64 см, королівський замок Вавель).
- «Ескіз до автопортрета з яблуком» (1897, папір, акварель, 31,7×45 см, Літературний музей імені Адама Міцкевича у Варшаві).
- «Весна» (1898, полотно, олія, 96,5×65,5см, Національний музей у Варшаві).
- «Засмучені» (1898, полотно, олія, 70,5×50 см, Національний музей у Познані).
- «Меланхолік (Totenmesse)» (1898, полотно, олія, 128×65,5 см, Національний музей у Кракові).
- «Танок» (1899, полотно, олія, 65×97 см, Колекція родини художника).
- «Портрет Даґни Юель Пшибишевської» (1899, папір, пастель, 49,5×60 см, Літературний музей імені Адама Міцкевича у Варшаві).
- «Володіння» (1899–1900, полотно, олія, 100×185 см, Літературний музей імені Адама Міцкевича у Варшаві).
- «Поцілунок у траві» (близько 1900, полотно, олія, 45×74 см, Національний музей у Познані).
- «Автопортрет з масками» (1900, полотно, олія, 91×73 см, Національний музей у Кракові).
- «Сяючий захід» (близько 1902, полотно, олія, 60,5×81 см, Національний музей у Познані).
- «Альтанка» (1903, полотно, олія, 96,5×146,5 см, Національний музей у Кракові).
- «Демон (В кафе)» (1904, полотно, олія. 66,5×96 см, Національний музей у Кракові).
- «Переляки» (1905, полотно, олія, 95×145 см, Національний музей у Кракові (депозит)).
- «Модель» (близько 1911, полотно, олія, 80×62 см, Львівська національна галерея мистецтв імені Бориса Возницького).
- «Художник і модель» (1911, полотно, олія, 151×80 см, Окружний музей у Торуні).
- «Дружина художника в саду» (1916, п.о., 80×63 см, Національний музей у Варшаві).
- «Венера» (1916, полотно, олія, 79×101 см, Національний музей у Варшаві).
- «Вид з вікна» (1927—1939, полотно, олія, 44×30 см, Національний музей у Вроцлаві).
- «Краєвид з Кальварії Зебжидовської» (1936, полотно, 46×65 см, Національний музей у Варшаві).
- «Портрет моделі Ядзьки» (1947, полотно, олія, 78×78 см, Національний музей у Гданську).
- «Маніфест» (1950, полотно, олія, 190×136 см, Національний музей у Варшаві).

## Нагороди та відзнаки
- Командорський хрест ордена Відродження Польщі[5].
- Золотий академічний лавр (07.11.1936) «за видатний внесок у польське мистецтво загалом»[6].
- Орден Залізної Корони (Австро-Угорщина, 1914).
- Орден «За заслуги Святого Михайла» (Баварське королівство).
- Командор ордена Трьох зірок (Латвія, 1936).
- державна мистецька премія міністра духовних справ і народної просвіти за 1937 рік[7].

## Вшанування пам'яті
Після смерті митця його дружина Ірена Вайсова (псевдонім «Анері») та його син Станіслав доклали зусиль для створення музею Войцеха Вайса у Кракові або відокремлення його постійної експозиції у Національному музеї. Однак це не було реалізовано. У 2006 році його онуки заснували музейну фундація Войцеха Вайса.